# جولیا تروتمن
جولیا تروتمن (انگلیسی: Julia Trotman؛ زادهٔ march ۲۵, ۱۹۶۸ (۵۶ سال)) ورزشکار اهل ایالات متحده آمریکا است.
وی در مسابقات کشوری و بین‌المللی در مجموع برندهٔ ۱ مدال برنز شده‌است.